# Volta a Andalusia 2014
La Volta a Andalusia 2014 va ser la 60a edició de la Volta a Andalusia. La cursa es disputà entre el 19 de febrer i el 23 de febrer de 2014, amb un recorregut de 732,8 km repartits entre un pròleg i quatre etapes. La cursa formà part de l'UCI Europa Tour 2014, en la categoria 2.1.
El vencedor final fou, per tercer any consecutiu, el murcià Alejandro Valverde (Movistar Team), que s'imposà per 31 segons a l'australià Richie Porte (Team Sky) i per 33 al també murcià Luis León Sánchez (Caja Rural-Seguros RGA). Valverde guanyà les tres primeres etapes de la cursa, la classificació per punts i la combinada. Les altres dues etapes foren per l'alemany Gerald Ciolek i pel neerlandès Moreno Hofland.
En les classificacions secundàries Tom Van Asbroeck (Topsport Vlaanderen-Baloise) guanyà la classificació de la muntanya, Andrei Zeits (Astana Qazaqstan Team) les metes volants, i l'Astana Qazaqstan Team la classificació per equips.

## Equips participants
En aquesta edició hi prengueren part 19 equips: 7 ProTeams, 7 equips continentals professionals i 5 equips continentals:
| Nom de l'equip          | País          | Codi |
| ----------------------- | ------------- | ---- |
| Astana Qazaqstan Team   | Kazakhstan    | AST  |
| Belkin Pro Cycling Team | Països Baixos | BEL  |
| Giant-Shimano           | Països Baixos | GIA  |
| Lotto-Belisol           | Bèlgica       | LTB  |
| Movistar Team           | Espanya       | MOV  |
| Team Sky                | Regne Unit    | SKY  |
| Trek Factory Racing     | Estats Units  | TFR  |

| Nom de l'equip              | País         | Codi |
| --------------------------- | ------------ | ---- |
| Caja Rural-Seguros RGA      | Espanya      | CJR  |
| CCC Polsat Polkowice        | Polònia      | CCC  |
| Cofidis                     | França       | COF  |
| MTN-Qhubeka                 | Sud-àfrica   | MTN  |
| Novo Nordisk                | Estats Units | TNN  |
| Topsport Vlaanderen-Baloise | Bèlgica      | TSV  |
| Wanty-Groupe Gobert         | Bèlgica      | WGG  |

| Nom de l'equip       | País          | Codi |
| -------------------- | ------------- | ---- |
| ActiveJet Team       | Polònia       | AJT  |
| Ecuador              | Equador       | ECU  |
| Etixx                | Txèquia       | ETI  |
| Euskadi              | Espanya       | EUK  |
| Rabobank Development | Països Baixos | RDT  |

## Etapes
| Etapa    | Data         | Recorregut                     |                         | Km        | Guanyador                | Líder                    |
| -------- | ------------ | ------------------------------ | ----------------------- | --------- | ------------------------ | ------------------------ |
| Pròleg   | 19 de febrer | Almeria – Almeria              | Etapa plana             | 7,3 (CRI) | Alejandro Valverde (ESP) | Alejandro Valverde (ESP) |
| 1a etapa | 20 de febrer | Vélez Málaga – Jaén            | Etapa de mitja muntanya | 186,8     | Alejandro Valverde (ESP) | Alejandro Valverde (ESP) |
| 2a etapa | 21 de febrer | La Guardia de Jaén – Cabra     | Etapa de muntanya       | 197,1     | Alejandro Valverde (ESP) | Alejandro Valverde (ESP) |
| 3a etapa | 22 de febrer | Ubrique – Fuengirola           | Etapa plana             | 181,8     | Gerald Ciolek (GER)      | Alejandro Valverde (ESP) |
| 4a etapa | 23 de febrer | Lucena – Rincón de la Victoria | Etapa plana             | 159,8     | Moreno Hofland (NED)     | Alejandro Valverde (ESP) |

## Classificacions finals

### Classificació general
|    | Ciclista                 | Equip                   | Temps      |
| -- | ------------------------ | ----------------------- | ---------- |
| 1  | Alejandro Valverde (ESP) | Movistar Team           | 18h 47' 45 |
| 2  | Richie Porte (AUS)       | Team Sky                | + 31"      |
| 3  | Luis León Sánchez (ESP)  | Caja Rural-Seguros RGA  | + 33"      |
| 4  | Ion Izagirre (ESP)       | Movistar Team           | + 33"      |
| 5  | Tanel Kangert (EST)      | Astana Qazaqstan Team   | + 43"      |
| 6  | Bauke Mollema (NED)      | Belkin Pro Cycling Team | + 55"      |
| 7  | Thomas Degand (BEL)      | Wanty-Groupe Gobert     | + 1' 02"   |
| 8  | Daniel Navarro (ESP)     | Cofidis                 | + 1' 06"   |
| 9  | Michele Scarponi (ITA)   | Astana Qazaqstan Team   | + 1' 13"   |
| 10 | Luis Ángel Maté (ESP)    | Cofidis                 | + 1' 24"   |

### Altres classificacions
- Classificació per punts.  Alejandro Valverde (ESP) (Movistar Team)
- Classificació de la muntanya.  Tom Van Asbroeck (BEL) (Topsport Vlaanderen-Baloise)
- Classificació de la combinada.  Alejandro Valverde (ESP) (Movistar Team)
- Classificació de les metes volants'.  Andrei Zeits (KAZ) (Astana Qazaqstan Team)
- Classificació per equips.  Astana Qazaqstan Team
- Primer andalús.  Luis Ángel Maté (ESP) (Cofidis)
- Primer espanyol.  Alejandro Valverde (ESP) (Movistar Team)

## Evolució de les classificacions
| Etapa (Vencedor)             | Classificació general | Classificació per punts | Classificació de la muntanya | Classificació de les metes volants | Classificació de la combinada | Classificació per equips | Primer andalús      | Primer espanyol    |
| ---------------------------- | --------------------- | ----------------------- | ---------------------------- | ---------------------------------- | ----------------------------- | ------------------------ | ------------------- | ------------------ |
| Prólogo (Alejandro Valverde) | Alejandro Valverde    | Alejandro Valverde      | no entregat                  | no entregat                        | Alejandro Valverde            | Movistar Team            | Javier Moreno Bazán | Alejandro Valverde |
| Etapa 1 (Alejandro Valverde) | Alejandro Valverde    | Alejandro Valverde      | Tom Van Asbroeck             | Javier Aramendia                   | Alejandro Valverde            | Movistar Team            | Javier Moreno Bazán | Alejandro Valverde |
| Etapa 2 (Alejandro Valverde) | Alejandro Valverde    | Alejandro Valverde      | Tom Van Asbroeck             | Andrei Zeits                       | Alejandro Valverde            | Astana Qazaqstan Team    | Luis Ángel Maté     | Alejandro Valverde |
| Etapa 3 (Gerald Ciolek)      | Alejandro Valverde    | Alejandro Valverde      | Tom Van Asbroeck             | Andrei Zeits                       | Alejandro Valverde            | Astana Qazaqstan Team    | Luis Ángel Maté     | Alejandro Valverde |
| Etapa 4 (Moreno Hofland)     | Alejandro Valverde    | Alejandro Valverde      | Tom Van Asbroeck             | Andrei Zeits                       | Alejandro Valverde            | Astana Qazaqstan Team    | Luis Ángel Maté     | Alejandro Valverde |
| Final                        | Alejandro Valverde    | Alejandro Valverde      | Tom Van Asbroeck             | Andrei Zeits                       | Alejandro Valverde            | Astana Qazaqstan Team    | Luis Ángel Maté     | Alejandro Valverde |